# Richard Linklater
Richard Stuart Linklater (* 30. července 1960 Houston, Texas, Spojené státy americké) je americký filmový režisér a scenárista.

## Životopis
Narodil se v Houstonu ve státě Texas, jako syn učitelky Diane Margaret (za svobodna Krieger) a Charlese W. Linklaterových. Tři roky chodil na střední školu v Huntsville, ale pro svůj maturitní ročník přešel na střední školu v Bellaire. Studoval na státní univerzitě v Sam Houstonu, ale opustil ji a pracoval na ropné plošině v Mexickém zálivu. Často četl romány o plošině a po návratu si vyvinul svou lásku k filmu, když častokrát navštěvoval houstonské divadlo. V ten moment si uvědomil, že se chce stát filmařem. Použil své úspory, aby si mohl koupit kameru se Super 8mm filmem, projektor a střihačskou aparaturu a přestěhoval se do Austinu. Ovlivnili ho Robert Bresson, Yasujiro Ozu, Rainer Werner Fassbinder, Josef von Sternberg a Carl Theodor Dreyer. Na podzim roku 1984 se zapsal na Austin Community College, aby mohl studovat film. Od svých dvaceti let je vegetariánem, svůj postoj vysvětlil v roce 2015 ve videu pro organizaci PETA.
V roce 1985 založil se svým častým spolupracovníkem Leem Danielem společnost Austin Film Society. Jedním z mentorů pro filmovou společnost byl bývalý filmový kritik George Morris. Morris předtím psal články o hercích jako Leo McCarey, Vincente Minnelli, George Sidney a Douglas Sirk.
Několik let vytvářel mnoho krátkých filmů, které mu sloužily jako procvičení a experimenty ve filmových technikách. V roce 1988 dokončil svůj první celovečerní film, It's Impossible to Learn to Plow by Reading Books, jehož natáčení mu zabralo celkem rok a během dalšího roku film sestřihával. Snímek má Linklaterův typický styl, tedy minimum pohybů kamery a málo děje, zatímco zkoumá téma cestování bez myšlenky určité destinace.
Mezi jeho nejznámější filmy patří komedie Omámení a zmatení, trilogie filmů Před úsvitem, Před soumrakem a Před půlnocí, dále hudební komedie Škola ro(c)ku či animované filmy Sním či bdím? a Temný obraz. V letech 2002 až 2014 natáčel film Chlapectví, za který získal obdiv u kritiků a mnoho cen, včetně Zlatého glóbu a ceny BAFTA a nominace na Oscara v kategoriích nejlepší režisér, nejlepší scénář a nejlepší film.
Mnoho z jeho filmů charakterizuje volně strukturované vyprávění. Je též proslaven pro svou loajalitu k hercům, zvláště k Ethanu Hawkovi a Jackovi Blackovi, kteří se objevili v mnoha jeho filmech.

## Filmografie

### Celovečerní filmy
| Rok  | Název                                             | Režisér | Scenárista | Producent | Herec |
| ---- | ------------------------------------------------- | ------- | ---------- | --------- | ----- |
| 1988 | It's Impossible to Learn to Plow by Reading Books | ano     | ano        | ano       | ano   |
| 1991 | Slacker                                           | ano     | ano        | ano       | ano   |
| 1993 | Omámení a zmatení                                 | ano     | ano        | ano       |       |
| 1995 | Před úsvitem                                      | ano     | ano        |           |       |
| 1996 | Předměstí                                         | ano     |            |           |       |
| 1998 | Newton Boys                                       | ano     | ano        |           |       |
| 2001 | Sním či bdím?                                     | ano     | ano        |           | ano   |
| 2001 | Přiznání                                          | ano     |            |           |       |
| 2003 | Škola ro(c)ku                                     | ano     |            |           |       |
| 2004 | Před soumrakem                                    | ano     | ano        | ano       |       |
| 2005 | Špatné zprávy pro Medvědy                         | ano     |            | ano       |       |
| 2006 | Fast Food Nation                                  | ano     | ano        |           |       |
| 2006 | Temný obraz                                       | ano     | ano        |           |       |
| 2008 | Já a Orson Welles                                 | ano     |            | ano       |       |
| 2011 | Bernie                                            | ano     | ano        | ano       |       |
| 2013 | Před půlnocí                                      | ano     | ano        | ano       |       |
| 2014 | Chlapectví                                        | ano     | ano        | ano       |       |
| 2016 | Everybody Wants Some!!                            | ano     | ano        | ano       |       |

### Další práce
| Rok   | Název                                   | Režisér | Scenárista | Producent | Poznámky                            |
| ----- | --------------------------------------- | ------- | ---------- | --------- | ----------------------------------- |
| 1985  | Woodshock                               | ano     |            |           | krátký film                         |
| 1991  | Heads I Win/Tails You Lose              | ano     | ano        | ano       | experimentální video projekt        |
| 2003  | Live from Shiva's Dance Floor           | ano     |            |           | krátký film                         |
| 2004  | $5.15/Hr.                               | ano     | ano        | ano       | televizní pilotní díl               |
| 2008  | Inning by Inning: A Portrait of a Coach | ano     |            |           | dokumentární film                   |
| 2012  | Up to Speed                             | ano     | ano        | ano       | televizní seriál                    |
| 2016— | School of Rock                          |         |            | ano       | televizní seriál; výkonný producent |